# Atlantropa

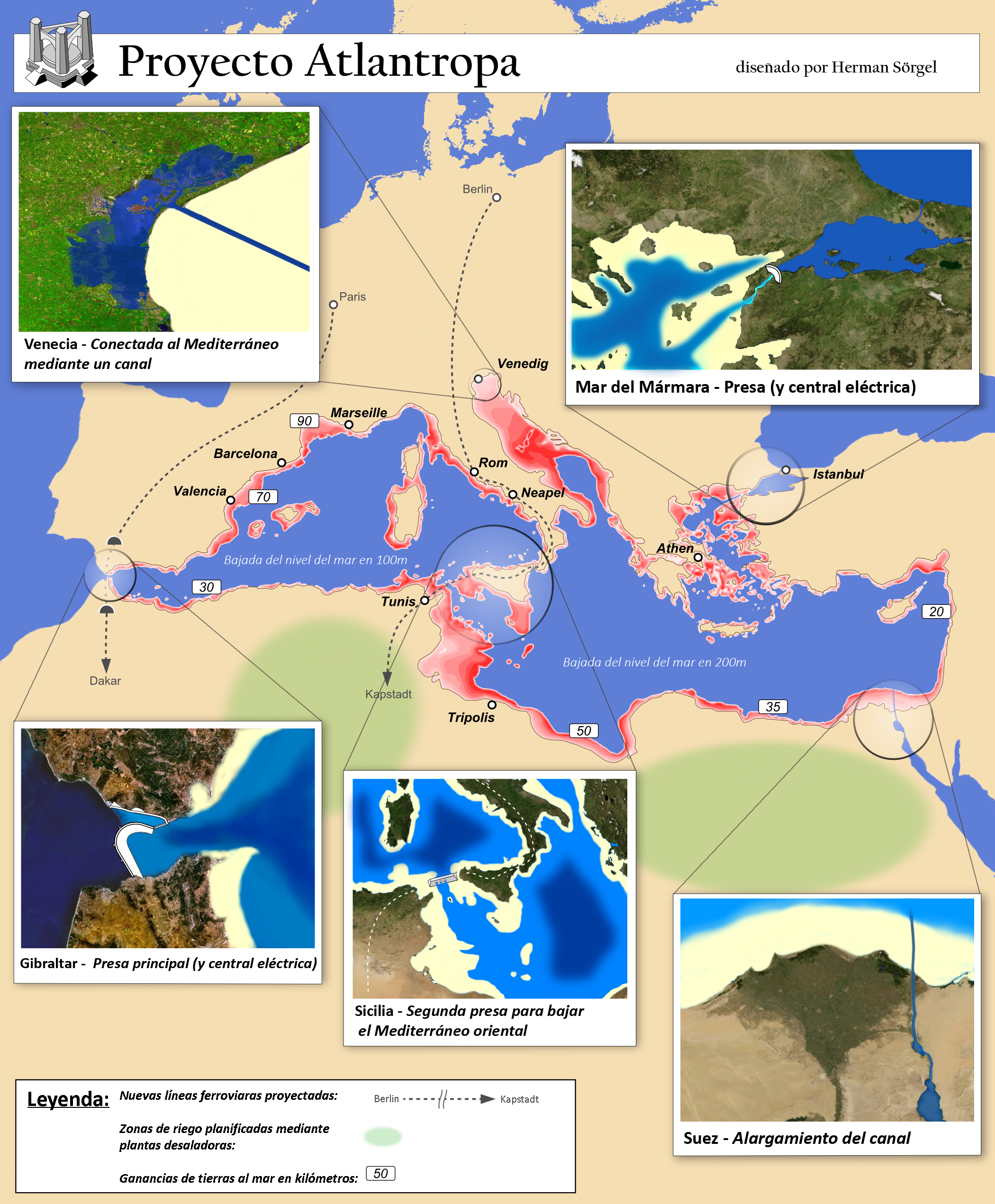
Mapa del proyecto.

Atlantropa es el nombre dado a un proyecto que preveía la construcción de una inmensa presa en el estrecho de Gibraltar, lo que habría permitido cerrar el mar Mediterráneo. Se propuso por primera vez el 1 de marzo de 1928 por el arquitecto alemán Herman Sörgel.

## El proyecto

### Organización
El constituyente básico del proyecto era la construcción de una inmensa presa hidroeléctrica de 35 km de longitud en el estrecho de Gibraltar, lo que habría permitido aislar el mar Mediterráneo del océano Atlántico. Dicha presa tendría un caudal de más de 88 000 m³/s, permitiendo la producción de al menos 50 000 MW, el equivalente a 31 EPR. La presa fue diseñada por Bruno Siegwart, y debía incluir centrales hidroeléctricas subterráneas, así como un conjunto de canales y esclusas. Estas debían estar señalizadas en el lado Atlántico por una torre de más de 400 m de altura.
Para limitar su altura, la presa había sido diseñada en forma de codo, de manera que estuviese lo más posible en zonas de aguas poco profundas. De hecho, de este modo solo una sección de cinco kilómetros se situaría en una zona de aguas más profundas, en lugar de doce kilómetros, que es la anchura del estrecho.
Esta construcción habría permitido limitar el suministro de agua al mar Mediterráneo, cuyo nivel habría disminuido un 20 % (el Mediterráneo habría desaparecido en menos de 2000 años si la pérdida fuese de un metro por año). Según los cálculos, si el nivel del mar se redujese 80 cm por año, habrían sido necesarios dos siglos para alcanzar el nivel deseado. Esto habría permitido ganar 233 000 km² de terreno baldío, que es casi la superficie de Rumanía, sobre todo en el norte de África.
Estaban previstas, además, dos vías férreas, que habrían permitido enlazar Berlín, Roma y Ciudad del Cabo.
El proyecto preveía también la construcción de una segunda presa de menor envergadura entre la bota italiana, Sicilia y Túnez. De ese modo, el Mediterráneo se habría dividido en dos cuencas, la occidental, con un nivel de 100 m inferior al normal, y la oriental, que habría sido inferior a 200 m. La presa situada entre estas dos cuencas también permitiría la producción de energía eléctrica, con vistas a un agotamiento a largo plazo de los recursos de carbón y petróleo. De este modo, Europa se habría encontrado en posesión de recursos energéticos suficientes para todo su territorio.
Herman Sörgel había previsto la producción de electricidad a través de los lagos africanos. Habría sido transmitida a Europa a través de tres líneas de muy alta tensión. La primera pasaría a través del estrecho de Gibraltar, y la segunda bordearía el mar Mediterráneo por Egipto, Palestina y Siria para entrar en Europa a través del mar Negro y el valle del Danubio. La tercera se establecería a través del tendido de un cable submarino entre el Norte de África e Italia a través de Sicilia.
El descenso en el nivel del mar Mediterráneo habría dado lugar a la desecación de casi todas las ciudades y los puertos de dicho mar. El arquitecto Peter Behrens imaginó y diseñó diques para mantener los puertos históricos como Génova y Venecia, así como planos para la construcción de nuevos puertos.
Se debía construir una presa en el río Congo a fin de crear un gran lago artificial. Una parte del agua de ese lago debía permitir regar el Sahara a través del lago Chad.

### Objetivos

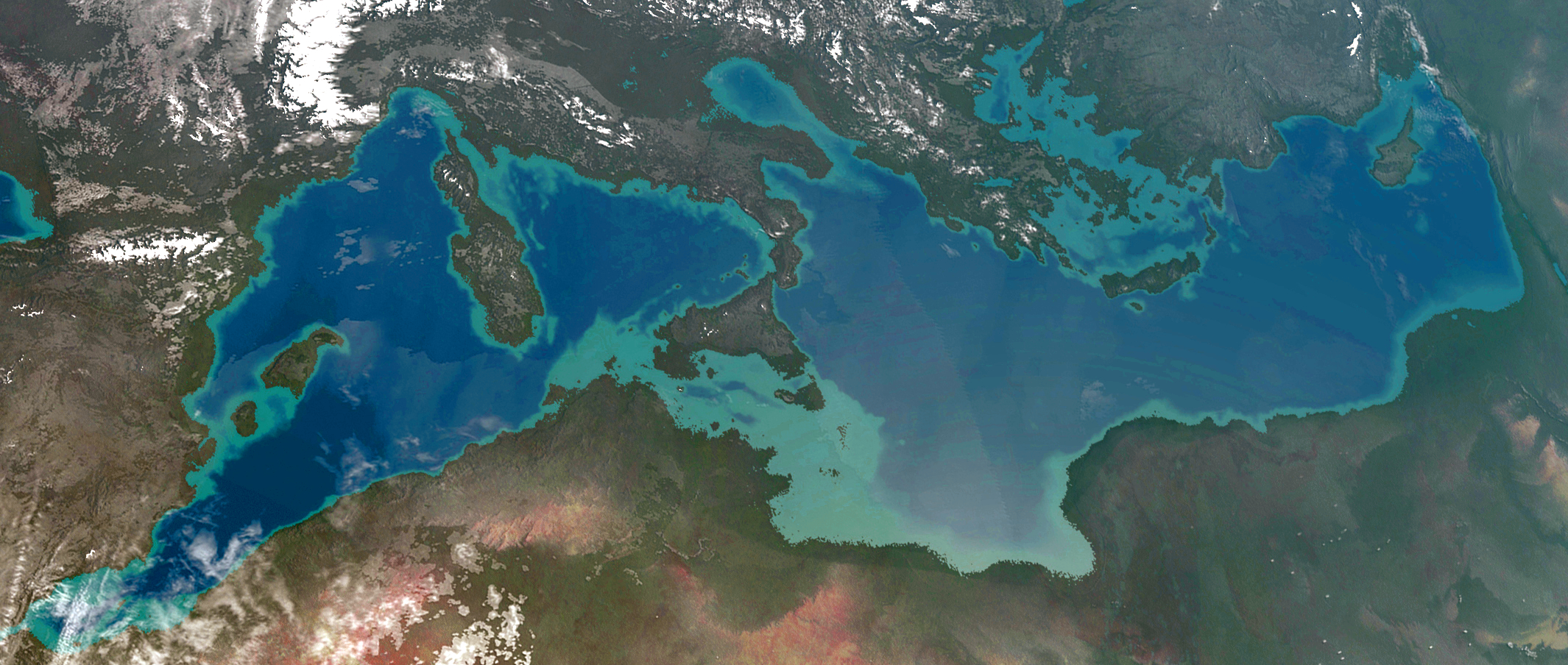
Recreación artística de la región mediterránea con el proyecto Atlantropa.

El proyecto estaba dirigido principalmente a la producción de energía, la aparición de nuevas tierras por el descenso del nivel del Mediterráneo y, finalmente, a la unión entre los continentes europeo y africano. Era la solución propuesta por Herman Sörgel para resolver los problemas de la civilización europea. Europa tendría un suministro inagotable de energía (combustible y electricidad), y ello habría permitido unir a los europeos en un proyecto pacífico común, proporcionando nuevas tierras para la agricultura y la industria y uniendo, al mismo tiempo, al continente con África.
En otras palabras, habría ayudado estrechar lazos entre Europa y África, lo que, según su inventor, habría podido tener numerosos efectos: asegurar el suministro de materias primas, la irrigación del Sahara y la creación de un centro geopolítico mundial en Ginebra.
Por último, Atlantropa habría garantizado a Europa nuevos mercados comerciales e industriales.

## Promoción

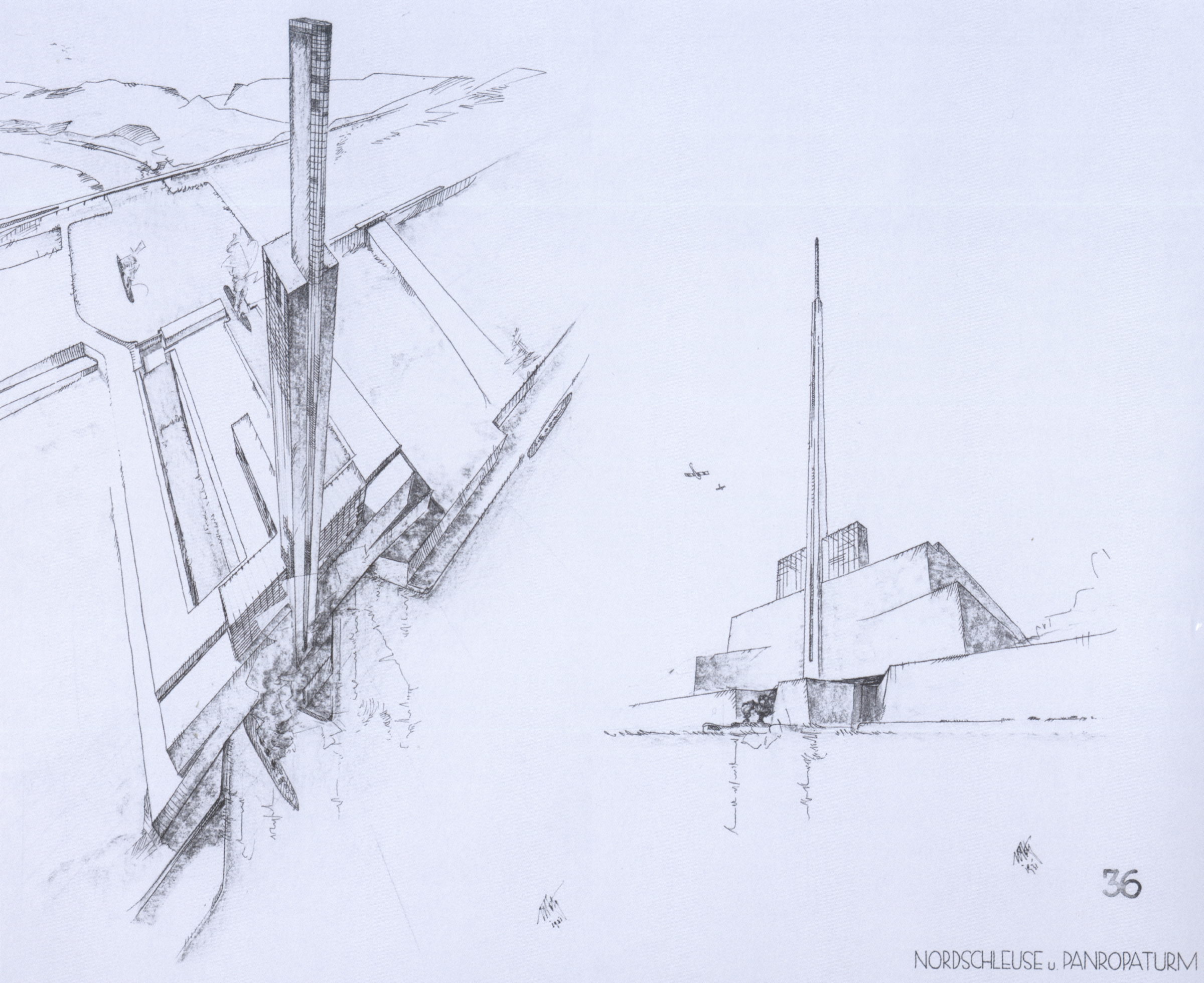
La entrada a la presa de Gibraltar dibujada por Peter Behrens en 1931.

Incompleto aún, el proyecto fue presentado por primera vez al público en marzo de 1928. Entonces, el New York Times publicó un artículo sobre el tema. Herman Sörgel fue invitado a la Exposición Universal de Barcelona de 1929.
Una exposición itinerante viajaba por Alemania y Austria para promover el proyecto, y también para recaudar fondos para el inicio de las obras, gestionado todo ello por «Atlantropa-Union». La exposición se trasladó a Múnich en 1930, en 1931 a Essen, Hamburgo y Berlín, y en 1932 a Zúrich, Múnich y Dortmund, provocando el asombro de los visitantes. Ello dio lugar seguidamente a una avalancha de artículos, libros, conferencias, películas y nuevas exposiciones, lo que demuestra el interés suscitado por el proyecto.
Con la llegada al poder en 1933 del NSDAP, Herman Sörgel albergó grandes ambiciones sobre su proyecto. Estableció contacto con el nuevo poder, expuso su proyecto y proporcionó numerosos planos y dibujos. Para su desgracia, los alemanes tenían otros planes. Adolf Hitler ya había expresado en Mein Kampf su voluntad de extender el control de Alemania hacia el este y no hacia el sur.
Herman Sörgel también fue invitado a presentar su proyecto en la exposición universal de Nueva York en 1939.
El novelista John Knittel, en su libro Amédée, escrito en 1939, hace aparecer un ingeniero suizo convencido de la necesidad del proyecto. En varias ocasiones, en la novela se explica esta idea. El prólogo dice que «el autor, de acuerdo con Herman Sörgel, expone el proyecto de Atlantropa en el presente volumen, a través de su personaje principal».

## Herman Sörgel y Atlantropa
El proyecto Atlantropa ocupó la existencia de Herman Sörgel desde 1928 hasta su muerte en 1952. A lo largo de toda su vida trató de promover su proyecto. A través de este proyecto, el arquitecto quería crear un centro geopolítico mundial, un nuevo continente, que habría permitido la unión de África y Europa. Nada parecía insalvable para el arquitecto, ni siquiera la llegada de la energía nuclear.
Con su proyecto de Atlantropa, Herman Sörgel tenía un objetivo de alcance mundial. De hecho, el mundo habría quedado dividido en tres «A»: América, Atlantropa y Asia. Creía que para Europa sería el único medio de salir adelante frente a los capitales norteamericanos y la población asiática. Además, Europa tendría un acceso directo y privilegiado a las materias primas africanas.
Herman Sörgel había puesto en marcha el proyecto sobre todo para la humanidad, para promover el "Hombre Nuevo". Quería resolver los problemas que afrontaba la civilización europea. Escribió: «Sea Atlantropa o la decadencia del mundo».
Para aumentar sus probabilidades, el arquitecto hizo un llamamiento a varios de sus colegas e ingenieros:
- La pieza central del proyecto, la presa del estrecho de Gibraltar, fue diseñada por su colaborador más cercano, el ingeniero Bruno Siegwart, director de la compañía Royal Dutch Shell.[2]
- El arquitecto Peter Behrens confeccionó proyectos de construcción de nuevos puertos, y también evocó la idea de proteger los puertos más antiguos y bellos.[2]
- Por último, Erich Mendelsohn se encargaría de la ordenación de Palestina, que como resultado de la reducción del nivel del mar Mediterráneo habría dispuesto de un territorio más grande. Estos elementos habrían permitido la resolución del conflicto israelí-palestino antes de que comenzase, y la instalación de colonizadores judíos.[2]

Herman Sörgel produjo numerosos textos, dibujos y planos para apoyar el proyecto y hacerlo creíble. Sus trabajos más importantes y más numerosos fueron publicados en general antes de la llegada al poder de los nazis. Estos no consideraban interesante el proyecto porque su visión expansionista estaba más orientada hacia el este. Además, Herman Sörgel tenía una visión pacifista para su proyecto, lo que no era el caso del nazismo. Esto le valió a Sörgel la prohibición de publicar en Alemania durante la Segunda Guerra Mundial.
Veía la construcción y el movimiento en cuanto a la ciudad un poco como Fritz Lang en la película Metrópolis.

## Los problemas
Herman Sörgel consideraba como poco importantes algunos de los problemas planteados. Estos problemas iban desde riesgos de cambio climático hasta riesgos terroristas, pasando por el destino de África. Algunos[¿quién?] han acusado también a Herman Sörgel de querer establecer la paz, pero al precio de la dominación de África por los europeos.
Por último, pueden mencionarse los numerosos problemas ecológicos que se derivarían de la ausencia del Mediterráneo en las zonas que baña. Por ejemplo, con la reducción de la masa de agua y su impacto en la circulación atmosférica, todos los climas del sur de Europa se verían afectados de forma importante. También se derivarían riesgos tectónicos debido a la convergencia en esta zona de las placas euroasiática y africana.

## En la ficción
En El hombre en el castillo, de Philip K. Dick (1962), se sigue en cierto modo el proyecto Atlantropa. En la novela, el mar Mediterráneo se vacía y es reemplazado por inmensas zonas fértiles.
En Ilium (2004) y Olympos (2006), de Dan Simmons, el mar Mediterráneo también ha sido vaciado y sustituido por tierras de cultivo.